# Лауреаты Государственной премии Российской Федерации за 2002 год

## Лауреаты в области литературы и искусства

### В области литературы
За сборник стихотворений «Жасмин»
- Матвеева-Бодрая, Новелла Николаевна, поэт.

За роман «Весна в Карфагене»
- Михальский, Вацлав Вацлавович, прозаик.

### В области архитектуры
За здание школы N 80 на улице Пушкина в г. Иркутске
- Григорьева, Елена Ивановна, архитектор.
- Муллаяров, Сергей Викторович, архитектор.
- Форостянова, Такзима Ханеповна, инженер-конструктор.

За научные труды по архитектуре народов Дагестана 1945—2002 годов
- Любимова, Гемма Николаевна, архитектор.
- Мовчан, Геннадий Яковлевич (посмертно), архитектор.
- Хан-Магомедов, Селим Омарович, архитектор.

За жилой дом на улице Хачатуряна в Москве
- Юдинцев, Владимир Петрович, руководитель авторского коллектива, архитектор.
- Казначеева, Светлана Юрьевна, архитектор.
- Шабунин, Борис Александрович, архитектор.
- Швецов, Николай Николаевич, инженер-конструктор.
- Быховский, Семён Самуилович, автор концепции, инженер.
- Железова, Марианна Александровна, инженер.
- Стронгина, Галина Андреевна, инженер.

### В области дизайна
За дизайнерскую и эргономическую разработку модельного ряда спортивных самолетов СУ-26, СУ-29, СУ-31 и их модификаций
- Симонов, Михаил Петрович, руководитель работы, конструктор.
- Гуняев, Георгий Михайлович, инженер-механик.
- Деришев, Сергей Григорьевич, инженер-механик.
- Кашафутдинов, Станислав Тиморкаевич, инженер-механик.
- Коган, Юрий Аронович, инженер-механик.
- Кузнецов, Валерий Александрович, инженер-механик.
- Медведев, Евгений Сергеевич, инженер-механик.
- Ракитин, Борис Владимирович, инженер-механик.
- Фролов, Евгений Иванович, инженер-механик.
- Барер, Арнольд Семёнович, физиолог.

### В области изобразительного искусства
За книгу «Краткая история искусств»
- Дмитриева, Нина Александровна (посмертно), искусствовед.

За серию живописных произведений с персональной выставки 2002 года в Государственной Третьяковской галерее
- Слепышев, Анатолий Степанович, художник.

### В области киноискусства
За телевизионный документальный фильм «Быкобой»
- Балуев, Анатолий Данилович, режиссёр, автор сценария.

За художественный фильм «Звезда»
- Лебедев, Николай Игоревич, режиссёр-постановщик, автор сценария.
- Бородянский, Александр Эммануилович, автор сценария.
- Григорьев, Евгений Александрович (посмертно), автор сценария.
- Шахназаров, Карен Георгиевич, автор художественного проекта, художественный руководитель.
- Литвинов, Александр Георгиевич, художественный руководитель.
- Невский, Юрий Анатольевич, оператор-постановщик.
- Кусакова, Людмила Михайловна, художник-постановщик.
- Рыбников, Алексей Львович, композитор.
- Кравченко, Алексей Евгеньевич, исполнитель главной роли.
- Панин, Алексей Вячеславович, исполнитель главной роли.
- Петренко, Игорь Петрович, исполнитель главной роли.

### В области музыкального и хореографического искусства
За циклы концертов «Владимир Крайнев, его друзья и ученики», «Владимир Крайнев приглашает»
- Крайнев, Владимир Всеволодович, пианист.

За создание и исполнение сочинений «Апокалипсис», «Плач пророка Иеремии», «Магнификат», «Реквием», «Ночь в Галиции», «Упражнения и танцы Гвидо», «Игры человеков и ангелов», «Песнь песней»
- Мартынов, Владимир Иванович, композитор,
- Гринденко, Татьяна Тихоновна, скрипачка, руководитель Камерного музыкального ансамбля «Opus posth».

За балетный спектакль Государственного академического Большого театра России «Пиковая дама»
- Ролан Пёти, хореограф-постановщик, автор либретто,
- Лиепа, Илзе Марисовна, исполнительница партии Графини,
- Цискаридзе, Николай Максимович, исполнитель партии Германа.

За спектакль «Небесное зеркало» Государственного театра «Арвайден»
- Ходова, Виола Николаевна, автор идеи, режиссёр-постановщик, художник-сценограф, художник по костюмам.
- Плиева, Жанна Васильевна, композитор.
- Ходова, Агунда Татаркановна, музыкальный руководитель.
- Сикоев, Тимур Мисостович, хореограф.
- Бязров, Сослан Зелимханович, артист балета.
- Кочиева, Анжелика Филипповна, артист балета.
- Цаболов, Азамат Тарзанович, артист балета.

### В области театрального искусства
За спектакль Московского театра «Ленком» «Шут Балакирев»
- Горин, Григорий Израилевич (посмертно), автор пьесы.
- Захаров, Марк Анатольевич, режиссёр-постановщик.
- Шейнцис, Олег Аронович, художник-постановщик.
- Захарова, Александра Марковна, исполнитель главной роли.
- Збруев, Александр Викторович, исполнитель главной роли.
- Караченцов, Николай Петрович, исполнитель главной роли.
- Фролов, Сергей Александрович, исполнитель главной роли.
- Янковский, Олег Иванович, исполнитель главной роли.

За спектакль Академического Малого драматического театра — Театра Европы «Московский хор»
- Петрушевская, Людмила Стефановна, автор пьесы.
- Додин, Лев Абрамович, руководитель постановки.
- Коняев, Игорь Григорьевич, режиссёр.
- Порай-Кошиц, Алексей Евгеньевич, художник-постановщик.
- Александров, Михаил Игоревич, музыкальный руководитель, хормейстер, аранжировщик.
- Галендеев, Валерий Николаевич, педагог-репетитор.
- Щуко, Татьяна Владимировна, исполнитель главной роли.
- Власов, Сергей Афанасьевич, исполнитель главной роли.
- Демич, Ирина Николаевна, исполнитель главной роли.
- Рассказова, Татьяна Дмитриевна, исполнитель главной роли.

За спектакли Московского театра «Около дома Станиславского» «Где тут про воскресение Лазаря?» по произведениям Ф. Достоевского и А. Володина, «Странники и гусары» по произведениям А. Чехова и А. Вампилова
- Погребничко, Юрий Николаевич, режиссёр-постановщик.
- Кононенко, Юрий Ильич (посмертно), художник-постановщик.
- Загорская, (Мачулке) Лилия Евгеньевна, исполнитель главной роли.
- Левинский, Алексей Александрович, исполнитель главной роли.
- Прохоров, Валерий Викторович, исполнитель главной роли.

За роли в спектаклях Российского государственного театра «Сатирикон» имени А. И. Райкина «Контрабас» по пьесе П. Зюскинда, «Синьор Тодеро Хозяин» по пьесе К. Гольдони
- Райкин, Константин Аркадьевич, артист.

### В области эстрадного искусства
За авторские концерты 2000—2001 годов в Государственном центральном концертном зале «Россия»
- Тухманов, Давид Фёдорович, композитор.

### В области просветительской деятельности
За выставочную деятельность Государственного Исторического музея «Историко-культурное наследие России — наше общее достояние» 1997—2002 годов
- Безотосный, Виктор Михайлович.
- Васютинская, Елена-Флоренс Вадимовна.
- Дементьева, Людмила Ароновна.
- Игумнова, Тамара Григорьевна.
- Лаврентьев, Александр Владимирович.
- Миронов, Александр Сергеевич.
- Стругова, Ольга Борисовна.
- Шкурко, Александр Иванович.
- Яновский, Андрей Дмитриевич.

За телевизионную программу «Формула власти»
- Вольнов, Олег Викторович.
- Гусман, Михаил Соломонович.
- Игнатенко, Виталий Никитич.
- Островский, Вадим Генрихович.
- Файзиев, Джахонгир Хабибуллаевич.
- Эрнст, Константин Львович.

За журнал «Новое литературное обозрение»
- Прохорова, Ирина Дмитриевна.

### За произведения для детей и юношества
- За спектакль Санкт-Петербургского государственного кукольного театра сказки «Щелкунчик и мышиный король» Э. Т. А. Гофмана
  - Игнатьев, Игорь Всеволодович, режиссёр-постановщик,
  - Игнатьева, Анна Дмитриевна, художник-постановщик;
- За книгу «Счастливого пути!»
  - Токмакова, Ирина Петровна, поэт;
- За Московский театр детской книги «Волшебная лампа»
  - Штейн, Владимир Михайлович (посмертно), художественный руководитель,
  - Грибанова, Марина Борисовна, художественный руководитель, художник-постановщик,
  - Плотников, Виктор Анатольевич, режиссёр-постановщик, конструктор кукол,
  - Остер, Григорий Бенционович, драматург.

## Лауреаты в области науки и техники
За цикл работ «Инициирование и распространение волн детонации в открытом пространстве»
- Марков, Владимир Васильевич, доктор физико-математических наук, ведущий научный сотрудник Математического института имени В. А. Стеклова РАН;
- Чёрный, Горимир Горимирович, академик, советник дирекции НИИ механики Московского государственного университета имени М. В. Ломоносова;
- Левин, Владимир Алексеевич, член-корреспондент Российской академии наук, заместитель директора Института автоматики и процессов управления Дальневосточного отделения РАН;
- Борисов, Анатолий Александрович, доктор физико-математических наук, главный научный сотрудник Института химической физики имени Н. Н. Семёнова РАН.
- Когарко, Станислав Михайлович, доктор технических наук, ведущий научный сотрудник того же института;
- Васильев, Анатолий Александрович, доктор физико-математических наук, главный научный сотрудник Института гидродинамики имени М. А. Лаврентьева Сибирского отделения РАН;
- Коробейников, Виктор Павлович, член-корреспондент Российской академии наук (посмертно);
- Митрофанов, Владислав Владимирович, доктор физико-математических наук, сотрудник Института гидродинамики имени М. А. Лаврентьева Сибирского отделения РАН (посмертно).

За разработку и внедрение в медицинскую практику новых средств специфической профилактики, диагностики и лечения сибирской язвы
- Пименов, Евгений Васильевич, доктор медицинских наук, начальник Научно-исследовательского института микробиологии Министерства обороны Российской Федерации, руководитель работы.
- Дармов, Илья Владимирович, доктор медицинских наук, заместитель начальника.
- Кожухов, Владимир Васильевич, доктор медицинских наук, ведущий научный сотрудник.
- Комоско, Геннадий Владимирович, кандидат биологических наук, начальник научно-исследовательского управления, — работник того же института;
- Евстигнеев, Валентин Иванович, кандидат медицинских наук, первый заместитель генерального директора открытого акционерного общества «Биопрепарат»;
- Онищенко, Геннадий Григорьевич, академик Российской академии медицинских наук, первый заместитель Министра здравоохранения Российской Федерации — главный государственный санитарный врач Российской Федерации;
- Куличенко, Александр Николаевич, доктор медицинских наук, заведующий лабораторией Российского научно-исследовательского противочумного института «Микроб» Министерства здравоохранения Российской Федерации.
- Кутырев, Владимир Викторович, доктор медицинских наук, директор того же института.

За разработку основных положений проблемы хирургического лечения аневризм восходящего отдела и дуги аорты
- Шумаков, Валерий Иванович, академик Российской академии наук и Российской академии медицинских наук, директор Научно-исследовательского института трансплантологии и искусственных органов Министерства здравоохранения Российской Федерации, руководитель работы.
- Семеновский, Моисей Львович, доктор медицинских наук, заведующий отделением.
- Соколов, Виктор Викторович, доктор медицинских наук, главный научный сотрудник, — работник того же института;
- Бокерия, Леонид Антонович, академик Российской академии медицинских наук, директор Научного центра сердечно-сосудистой хирургии имени А. Н. Бакулева Российской академии медицинских наук.
- Малашенков, Анатолий Иванович, член-корреспондент Российской академии медицинских наук, директор Института коронарной патологии и сосудистой хирургии.
- Цукерман, Григорий Иосифович, доктор медицинских наук, консультант, — работник того же центра;
- Белов, Юрий Владимирович, доктор медицинских наук, руководитель отделения Российского научного центра хирургии Российской академии медицинских наук;
- Покровский, Анатолий Владимирович, академик Российской академии медицинских наук, руководитель отделения Института хирургии имени А. В. Вишневского Российской академии медицинских наук.

За работу «Научные основы создания нового поколения биосовместимых материалов на основе фосфатов кальция для широкого применения в медицинской практике»
- Курдюмов, Сергей Георгиевич, кандидат технических наук, генеральный директор закрытого акционерного общества «Полистом»;
- Баринов, Сергей Миронович, доктор технических наук, заместитель директора Института физико-химических проблем керамических материалов Российской академии наук;
- Воложин, Александр Ильич, доктор медицинских наук, заведующий кафедрой Московского государственного медико-стоматологического университета Министерства здравоохранения Российской Федерации;
- Истранов, Леонид Прокофьевич, доктор фармацевтических наук, главный научный сотрудник Московской медицинской академии имени И. М. Сеченова;
- Леонтьев, Валерий Константинович, член-корреспондент Российской академии медицинских наук, генеральный директор открытого акционерного общества «Стоматология»;
- Саркисов, Павел Джибраелович, академик, ректор Российского химико-технологического университета имени Д. И. Менделеева;
- Шевченко, Владимир Ярославович, академик, директор Института химии силикатов имени И. В. Гребенщикова Российской академии наук;
- Орловский, Владимир Петрович, доктор химических наук (посмертно).

За создание трехкоординатной радиолокационной станции «Небо-У» с цифровой фазированной антенной решеткой и за её внедрение в производство и эксплуатацию
- Зачепицкий, Александр Аронович, кандидат технических наук, генеральный конструктор — заместитель директора федерального государственного унитарного предприятия «Нижегородский научно-исследовательский институт радиотехники», руководитель работы.
- Башев, Виктор Владимирович, заместитель директора.
- Бомштейн, Александр Давидович, начальник отдела.
- Каненгисер, Владимир Семёнович, заместитель начальника отдела.
- Прядко, Александр Николаевич, заместитель генерального конструктора.
- Резчиков, Анатолий Иванович, ведущий инженер, — работник того же предприятия;
- Попов, Анатолий Иванович, заместитель командующего войсками Командования специального назначения по вооружению Министерства обороны Российской Федерации;
- Шрамченко, Александр Васильевич, начальник радиотехнических войск Военно-воздушных сил.

За монографию «Кратно нормированные поля»
- Ершов, Юрий Леонидович, академик, директор государственного научно-исследовательского учреждения «Институт дискретной математики и информатики».

За работу «Исследование, разработка и внедрение на мировой рынок мощного маршевого жидкостного ракетного двигателя РД-180»
- Каторгин, Борис Иванович, член-корреспондент Российской академии наук, генеральный директор и генеральный конструктор открытого акционерного общества «Научно-производственное объединение энергетического машиностроения имени академика В. П. Глушко», руководитель работы.
- Головченко, Сергей Сергеевич, директор завода.
- Семёнов, Вадим Ильич, доктор технических наук, заместитель главного конструктора, начальник отдела.
- Худяков, Владимир Николаевич, главный инженер научно-производственного центра.
- Чванов, Владимир Константинович, доктор технических наук, первый заместитель генерального директора и генерального конструктора.
- Челькис, Феликс Юрьевич, кандидат технических наук, главный конструктор, — работник того же акционерного общества;
- Кузнецов, Александр Николаевич, кандидат технических наук, заместитель генерального директора Российского авиационно-космического агентства.

За цикл фундаментальных исследований процессов нано- и субнаносекундного обрыва сверхплотных токов в полупроводниках и создание на их основе нового класса сверхмощных полупроводниковых приборов и электрофизических устройств
- Дарзнек, Сергей Андреевич, кандидат физико-математических наук, старший научный сотрудник Института электрофизики Уральского отделения Российской академии наук.
- Котов, Юрий Александрович, член-корреспондент Российской академии наук, заведующий лабораторией.
- Любутин, Сергей Константинович, научный сотрудник.
- Рукин, Сергей Николаевич, доктор технических наук, заведующий лабораторией.
- Словиковский, Борис Германович, главный специалист.
- Филатов, Александр Леонидович, доктор технических наук, заведующий лабораторией.
- Цыранов, Сергей Николаевич, кандидат физико-математических наук, младший научный сотрудник, — работник того же института;
- Грехов, Игорь Всеволодович, член-корреспондент Российской академии наук, директор отделения Физико-технического института имени А. Ф. Иоффе Российской академии наук.

За работу «Физико-химические основы и новая высокоэффективная технология разделения, очистки и производства платиновых металлов»
- Елютин, Александр Вячеславович, академик, директор федерального государственного унитарного предприятия "Государственный научно-исследовательский и проектный институт редкометаллической промышленности «Гиредмет».
- Назаров, Юрий Николаевич, кандидат технических наук, заведующий лабораторией того же предприятия;
- Карманников, Владимир Павлович, кандидат технических наук, начальник управления открытого акционерного общества "Горнометаллургическая компания «Норильский никель»;
- Драенков, Алексей Николаевич, бывший директор федерального государственного унитарного предприятия «Приокский завод цветных металлов»;
- Игумнов, Михаил Степанович, доктор технических наук, профессор Московской государственной академии тонкой химической технологии имени М. В. Ломоносова;
- Козин, Николай Николаевич, вице-президент закрытого акционерного общества «Корякгеолдобыча».

За работу «Тектонические карты окраинных морей России»
- Богданов, Никита Алексеевич, член-корреспондент Российской академии наук, директор Института литосферы окраинных и внутренних морей Российской академии наук.
- Тремасова, Наталья Григорьевна, начальник отдела того же института;
- Костюченко, Сергей Леонидович, доктор геолого-минералогических наук, заместитель генерального директора федерального государственного унитарного предприятия «Центр региональных геофизических и геоэкологических исследований имени В. В. Федынского» Министерства природных ресурсов Российской Федерации;
- Шипилов, Эдуард Викторович, доктор геолого-минералогических наук, главный научный сотрудник Мурманского морского биологического института Кольского научного центра Российской академии наук.

За создание медицинской криогенно-сверхвысокочастотной аппаратуры и разработку технологии её применения в области детской хирургии
- Архаров, Алексей Михайлович, доктор технических наук, заведующий кафедрой Московского государственного технического университета имени Н. Э. Баумана, руководитель работы.
- Матвеев, Валерий Александрович, доктор технических наук, руководитель научно-учебного комплекса.
- Митрохин, Владимир Николаевич, доктор технических наук, профессор.
- Рождествин, Валерий Николаевич, доктор технических наук, руководитель научно-учебного комплекса.
- Соленов, Владимир Ильич, доктор технических наук, профессор, — работник того же университета;
- Буторина, Антонина Валентиновна, доктор медицинских наук, главный научный сотрудник Российского государственного медицинского университета;
- Никитин, Альберт Николаевич, доктор технических наук, бывший генеральный директор ассоциации «Космонавтика — человечеству»;
- Цыганов, Дмитрий Игоревич, доктор технических наук, заместитель директора открытого акционерного общества «Московский комитет по науке и технологиям».

За работу «Общее сейсмическое районирование территории Российской Федерации: методология и комплект карт ОСР-97»
- Уломов, Валентин Иванович, доктор физико-математических наук, заведующий лабораторией Института физики Земли имени Г. А. Гамбурцева Российской академии наук, руководитель работы.
- Кондорская, Надежда Владимировна, доктор физико-математических наук, главный научный сотрудник.
- Шумилина, Лидия Сократовна, кандидат физико-математических наук, ведущий научный сотрудник, — работник того же института;
- Имаев, Валерий Сулейманович, доктор геолого-минералогических наук, ведущий научный сотрудник Института земной коры Сибирского отделения Российской академии наук;
- Гусев, Александр Александрович, доктор физико-математических наук, заведующий лабораторией Института вулканической геологии и геохимии Дальневосточного отделения Российской академии наук;
- Иващенко, Алексей Илларионович, кандидат физико-математических наук, заместитель директора Института морской геологии и геофизики Дальневосточного отделения Российской академии наук;
- Хромовских, Владимир Сергеевич, доктор геолого-минералогических наук (посмертно).

За работу «Химия макромономеров и полимерных гидрогелей, содержащих природные физиологически активные вещества»
- Платэ, Николай Альфредович, академик, директор Института нефтехимического синтеза имени А. В. Топчиева Российской академии наук, руководитель работы.
- Валуев, Лев Иванович, доктор химических наук, заведующий лабораторией того же института;
- Валуева, Татьяна Александровна, доктор биологических наук, заведующая лабораторией Института биохимии имени А. Н. Баха Российской академии наук.

За разработку и внедрение на орбитальном комплексе «Мир» и российском сегменте Международной космической станции методологии и прогрессивных технологий реализации научно-исследовательских программ
- Анфимов, Николай Аполлонович, академик, директор федерального государственного унитарного предприятия «Центральный научно-исследовательский институт машиностроения».
- Борисов, Валерий Викторович, кандидат технических наук, заместитель директора.
- Лобачёв, Владимир Иванович, доктор технических наук, заместитель директора — начальник центра управления полетами.
- Суворов, Вадим Валентинович, заместитель начальника центра, начальник отдела, — работник того же предприятия;
- Александров, Александр Павлович, кандидат технических наук, начальник отделения головного конструкторского бюро открытого акционерного общества «Ракетно-космическая корпорация „Энергия“ имени С. П. Королёва».
- Беляев, Михаил Юрьевич, доктор технических наук, начальник отдела.
- Марков, Александр Викторович, заместитель генерального конструктора, руководитель научно-технического центра.
- Скурский, Юрий Александрович, заместитель начальника отделения, — работник того же акционерного общества.

За работу «Комплексное решение проблемы безопасного освоения уникальных сероводородсодержащих нефтегазовых ресурсов Прикаспийского региона (теория и практика)»
- Щугорев, Виктор Дмитриевич, доктор технических наук, бывший генеральный директор общества с ограниченной ответственностью «Астраханьгазпром», руководитель работы.
- Гераськин, Владимир Иванович, кандидат технических наук, главный инженер — первый заместитель генерального директора.
- Коломоец, Владимир Николаевич, кандидат технических наук, заместитель генерального директора.
- Саушин, Александр Захарович, доктор технических наук, заместитель генерального директора.
- Тягненко, Владимир Алексеевич, кандидат технических наук, начальник военизированной части, — работник того же общества;
- Гендель, Григорий Леонидович, доктор технических наук, заведующий отделом общества с ограниченной ответственностью «Волго-Уральский научно-исследовательский и проектный институт нефти и газа»;
- Владимиров, Альберт Ильич, кандидат технических наук, ректор Российского государственного университета нефти и газа имени И. М. Губкина.
- Мещеряков, Станислав Васильевич, доктор технических наук, заведующий кафедрой того же института.

За цикл работ «Организация генома и регуляция активности генов у эукариот»
- Гвоздев, Владимир Алексеевич, член-корреспондент Российской академии наук, заведующий отделом Института молекулярной генетики Российской академии наук.
- Пасюкова, Елена Генриховна, доктор биологических наук, заведующая лабораторией того же института;
- Георгиев, Павел Георгиевич, член-корреспондент Российской академии наук, заведующий лабораторией Института биологии гена Российской академии наук.
- Головнин, Антон Клеменсович, кандидат биологических наук, научный сотрудник того же института;
- Беляева, Елена Сергеевна, доктор биологических наук, главный научный сотрудник Института цитологии и генетики Сибирского отделения Российской академии наук.
- Жимулев, Игорь Фёдорович, член-корреспондент Российской академии наук, заведующий лабораторией.
- Семешин, Валерий Фёдорович, доктор биологических наук, ведущий научный сотрудник, — работник того же института.

За разработку наукоемких технологий промышленного производства вкусо-ароматических и многофункциональных композиций для пищевых продуктов
- Львова, Елена Борисовна, кандидат биологических наук, заведующая отделом государственного учреждения «Всероссийский научно-исследовательский институт пищевых ароматизаторов, кислот и красителей» Российской академии сельскохозяйственных наук.
- Мушникова, Людмила Николаевна, кандидат технических наук, ведущий научный сотрудник.
- Никифорова, Татьяна Алексеевна, доктор технических наук и кандидат биологических наук, директор, — работник того же учреждения;
- Алехина, Лариса Васильевна, доктор технических наук, главный технолог общества с ограниченной ответственностью «АРОМАРОС-М».
- Андреенков, Виталий Антонович, доктор технических наук, директор.
- Сницарь, Анатолий Иванович, член-корреспондент Российской академии сельскохозяйственных наук, главный научный сотрудник, — работник того же общества;
- Мишарина, Тамара Арсеньевна, доктор химических наук, заведующая лабораторией Института биохимической физики имени Н. М. Эмануэля Российской академии наук;
- Рыжов, Сергей Анатольевич, доктор технических наук, заместитель президента — исполнительный директор открытого акционерного общества «Черкизовский мясоперерабатывающий завод».

За цикл работ «Физико-технические основы лазерного разделения изотопов методом селективной многофотонной диссоциации молекул»
- Баранов, Владимир Юрьевич, член-корреспондент Российской академии наук, директор Института молекулярной физики Российского научного центра «Курчатовский институт».
- Велихов, Евгений Павлович, академик, президент того же научного центра;
- Баранов, Геннадий Алексеевич, доктор технических наук, директор научно-технического центра государственного предприятия «Научно-исследовательский институт электрофизической аппаратуры имени Д. В. Ефремова».
- Кучинский, Александр Анатольевич, кандидат физико-математических наук, старший научный сотрудник того же центра;
- Дядькин, Александр Петрович, доктор физико-математических наук, начальник лаборатории государственного унитарного предприятия "Государственный научный центр Российской Федерации «Троицкий институт инновационных и термоядерных исследований».
- Пигульский, Сергей Викторович, кандидат физико-математических наук, старший научный сотрудник того же предприятия;
- Летохов, Владилен Степанович, доктор физико-математических наук, заведующий отделом Института спектроскопии Российской академии наук;
- Рябов, Евгений Артурович, доктор физико-математических наук, заведующий лабораторией того же института.

За издание «Коран: академический перевод и комментарий»
- Османов, Магомед-Нури Османович, доктор филологических наук, профессор Дагестанского государственного университета;
- Ушаков, Виктор Данилович, доктор филологических наук, профессор войсковой части 21247.

За цикл работ «Роль вирусов в возникновении злокачественных лимфом приматов и пути горизонтального распространения вирусов и заболевания»
- Лапин, Борис Аркадьевич, академик Российской академии медицинских наук, директор государственного учреждения «Научно-исследовательский институт медицинской приматологии» Российской академии медицинских наук, руководитель работы.
- Агрба, Виолета Засимовна, доктор медицинских наук, заведующая лабораторией.
- Инджия, Леонора Вениаминовна, кандидат медицинских наук, бывшая заведующая лабораторией.
- Чикобава, Мераб Георгиевич, кандидат биологических наук, ведущий научный сотрудник.
- Яковлева, Лелита Андреевна, доктор медицинских наук, главный научный сотрудник, — работник того же учреждения.

За работу «Полиядерные соединения: молекулярные магнетики и катализ»
- Лунин, Валерий Васильевич, академик, декан Московского государственного университета имени М. В. Ломоносова.
- Чернавский, Пётр Александрович, доктор химических наук, ведущий научный сотрудник того же университета;
- Варгафтик, Михаил Натанович, доктор химических наук, заведующий сектором Института общей и неорганической химии имени Н. С. Курнакова Российской академии наук.
- Еременко, Игорь Леонидович, член-корреспондент Российской академии наук, заведующий лабораторией.
- Моисеев, Илья Иосифович, академик, заведующий лабораторией.
- Новоторцев, Владимир Михайлович, член-корреспондент Российской академии наук, заместитель директора, — работник того же института;
- Ракитин, Юрий Васильевич, доктор химических наук, главный научный сотрудник Института химии и технологии редких элементов и минерального сырья имени И. В. Тананаева Кольского научного центра Российской академии наук;
- Икорский, Владимир Николаевич, доктор химических наук, ведущий научный сотрудник Института неорганической химии Сибирского отделения Российской академии наук.

За создание научных основ агропромышленного производства и внедрение системы защитных и реабилитационных мероприятий в зоне аварии на Чернобыльской атомной электростанции
- Алексахин, Рудольф Михайлович, академик Российской академии сельскохозяйственных наук, директор Всероссийского научно-исследовательского института сельскохозяйственной радиологии и агроэкологии Российской академии сельскохозяйственных наук, руководитель работы.
- Ратников, Александр Николаевич, кандидат сельскохозяйственных наук, ведущий научный сотрудник.
- Санжарова, Наталья Ивановна, доктор биологических наук, заведующая лабораторией.
- Фесенко, Сергей Викторович, доктор биологических наук, заместитель директора, — работник того же института;
- Воробьёв, Григорий Тихонович, доктор сельскохозяйственных наук, директор федерального государственного учреждения "Центр химизации и сельскохозяйственной радиологии «Брянский»;
- Курганов, Алексей Александрович, кандидат сельскохозяйственных наук, заместитель руководителя Департамента по чрезвычайным ситуациям, ликвидации последствий радиационных аварий и гражданской обороне Министерства сельского хозяйства Российской Федерации;
- Светов, Владимир Александрович, кандидат сельскохозяйственных наук, начальник управления открытого акционерного общества «Россельхозхимия»;
- Симоненко, Николай Кириллович, заместитель губернатора Брянской области.

За работу «Политические партии России. Конец XIX — первая треть XX века. Документальное наследие» (серийное издание в 24 томах, 28 книгах)
- Шелохаев, Валентин Валентинович, доктор исторических наук, главный специалист Российского государственного архива социально-политической истории, руководитель работы.
- Канищева, Надежда Ивановна, кандидат исторических наук, ведущий специалист.
- Ненароков, Альберт Павлович, доктор исторических наук, главный специалист, — работник того же архива;
- Горшков, Михаил Константинович, доктор философских наук, директор Института комплексных социологических исследований Российской академии наук;
- Журавлёв, Валерий Васильевич, доктор исторических наук, заведующий кафедрой Московского государственного областного университета;
- Козлов, Владимир Петрович, член-корреспондент Российской академии наук, руководитель Федеральной архивной службы России;
- Павлов, Дмитрий Борисович, доктор исторических наук, заместитель директора центра научного использования и публикаций архивного фонда Главного архивного управления Москвы;
- Сорокин, Андрей Константинович, кандидат исторических наук, генеральный директор издательства «Российская политическая энциклопедия».